# Rotwassergraben (Wienfluss)
Der Rotwassergraben, auch Rotwasser, ist ein Bach im 13. Wiener Gemeindebezirk Hietzing. Er ist ein rechter Zubringer des Wienflusses.

## Verlauf
Der Rotwassergraben hat eine Länge von 6985 m bei einer Höhendifferenz von 182 m. Sein Einzugsgebiet ist 5,1 km² groß.
Der Bach verläuft großteils durch das Naturschutzgebiet Lainzer Tiergarten. Er entspringt westlich des Hornauskogels in der Nähe des Rasthauses Hirschgstemm. Sein Flusssystem ist weit verzweigt, wobei die meisten seiner Zubringer durch schmale Kerbtäler fließen. Er nimmt rechtsseitig den Wallnergraben auf, dann am Fuß des Johannser Kogels linksseitig den Glasgraben. Der Oberlauf des Rotwassergrabens bis zum Glasgraben wird auch als Hüttgraben bezeichnet. Früher hieß der Abschnitt ab dem Glasgraben, der durch ein Sohlental verläuft, auch Pulverstampfbach nach der bis Ende des 18. Jahrhunderts bestehenden Pulverstampfmühle an seinem Unterlauf. Der Rotwassergraben mündet im Rückhaltebecken Auhof in Hütteldorf in den Wienfluss.
Die Wasserführung des Bachs schwankt stark. Der mittlere Abfluss (MQ) beträgt 0,06 m³/s. Bei einem Jahrhunderthochwasser (HQ100) werden 23,8 m³/s erreicht. Beim Rotwassergraben besteht keine Gefahr von Überflutungen. Im Fall eines Jahrhunderthochwassers sind weder Infrastruktur noch Wohnbevölkerung betroffen.

## Geschichte
Der Rotwassergraben mündete noch im 18. Jahrhundert nicht direkt in den Wienfluss, sondern in einen Vorläufer des Mooswiesengrabens. Im Zeitraum zwischen 1780 und 1825 wurde am Mooswiesengraben ein Wehr errichtet, das Versandungen bewirkte, die beide Bäche letztlich voneinander trennten. Im Zuge der Wienflussregulierung Ende des 19. Jahrhunderts wurde der Unterlauf des Rotwassergrabens reguliert und begradigt.

## Ökologie

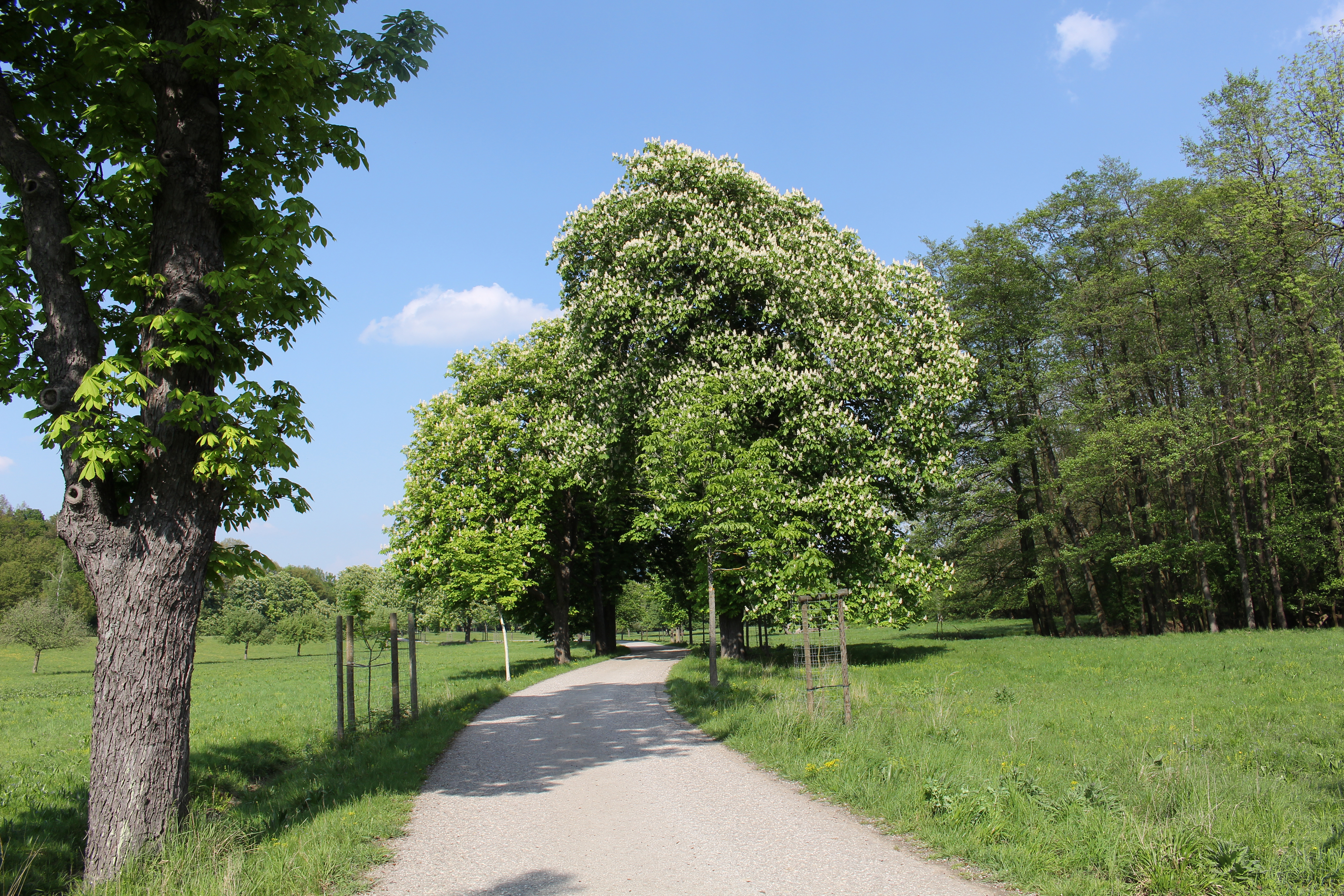
Bischofswiese im Tal des Rotwassergrabens

Der Bach dient als Laichgewässer für Gelbbauchunken (Bombina variegata), Grasfrösche (Rana temporaria) und Springfrösche (Rana dalmatina). In seinem Quellgebiet wurden Große Quelljungfern (Cordulegaster heros) nachgewiesen. Der Rotwassergraben ist zudem ein Lebensraum der Nymphenfledermaus (Myotis alcathoe) und der Wasserfledermaus (Myotis daubentonii).
Entlang des Bachs wachsen naturnahe Schwarz-Erlen-Eschen-Auwälder. An seinem Oberlauf liegen Eschen-Quellwälder. Die Bischofswiese im Tal des Rotwassergrabens ist eine große Glatthafer-Fettwiese, auf der stellenweise die Pflanzenarten Sumpf-Segge und Spieß-Helmkraut zu finden sind. Im Mündungsbereich befinden sich Schotterbänke und Röhricht mit Rohrglanzgras.

## Brücken

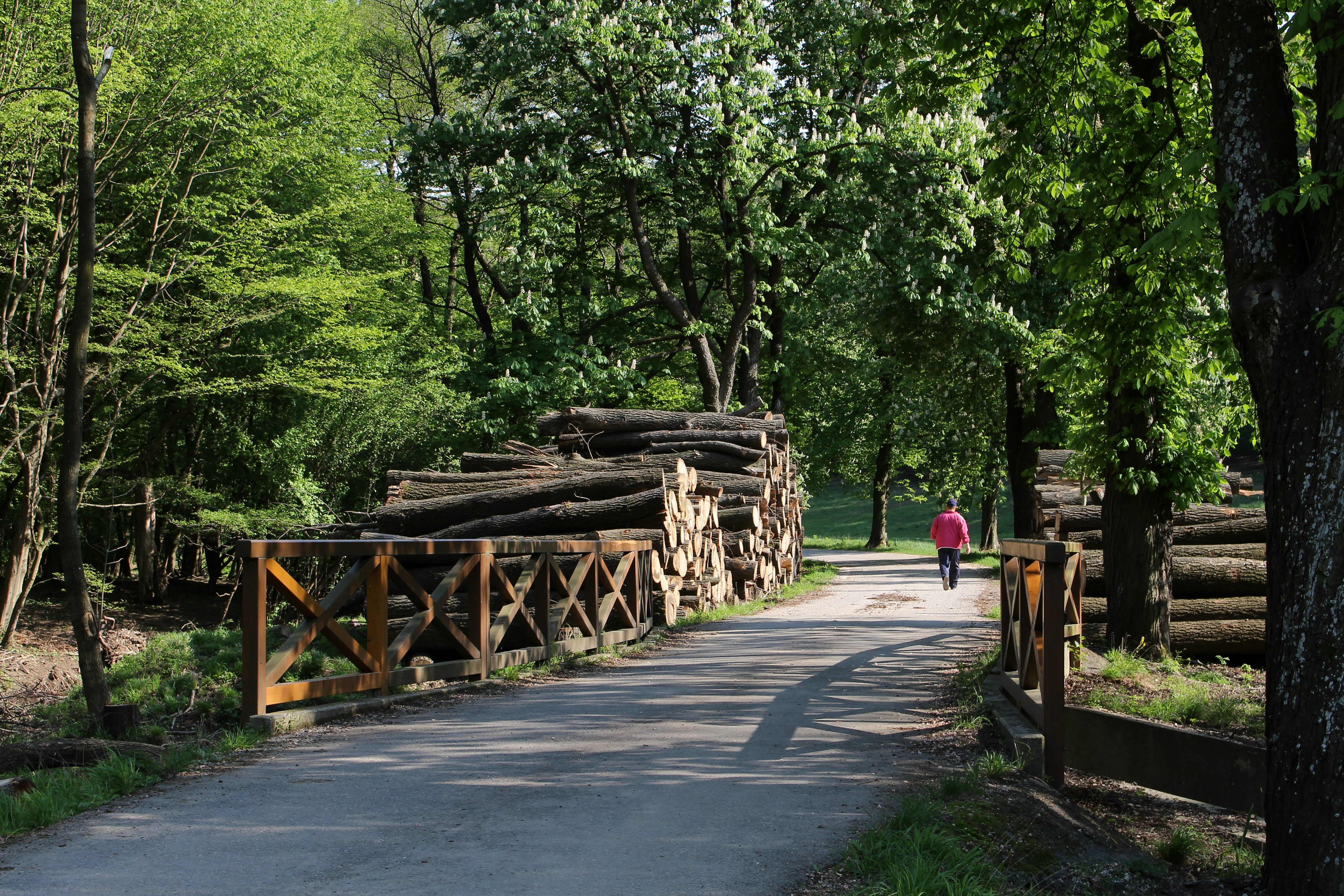
Johannserbrücke über den Rotwassergraben

Der Rotwassergraben wird von folgenden Brücken gequert, gereiht in Fließrichtung:
- Stadlbodenbrücke: Die 5 m lange und 4 m breite Stahlbeton-Straßenbrücke der Pulverstampfstraße wurde 2003 erbaut.
- Hüttgrabenbrücke: Die 5 m lange und 4 m breite Stahlbeton-Straßenbrücke der Pulverstampfstraße wurde 2002 erbaut.
- Braumeisterbrücke: Die 6 m lange und 4 m breite Stahlbeton-Straßenbrücke der Pulverstampfstraße wurde 1940 erbaut.
- Johannserbrücke: Die 7 m lange und 4 m breite Stahlbeton-Straßenbrücke der Pulverstampfstraße wurde 1940 erbaut.
- Kaiserzipfbrücke: Die 7 m lange und 4 m breite Stahlbeton-Straßenbrücke des Glasgrabenwegs wurde 1940 erbaut.
- Klangbrücke: Die 7 m lange und 4 m breite Stahlbeton-Straßenbrücke der Pulverstampfstraße wurde 1940 erbaut.
- Pulverstampfbrücke: Die 9 m lange und 4 m breite Stahlbeton-Straßenbrücke des Forsthaus-Auhof-Wegs wurde 1940 erbaut.
- Rotwasserbrücke: Die 16 m lange und 7 m breite Stahlbeton-Straßenbrücke der Hofjagdstraße wurde 1967 erbaut.
- Rotwasserbachbrücke: Die 7 m lange und 28 m breite Stahlbeton-Straßenbrücke der Wientalstraße wurde 1966 erbaut.[10]